# Serhij Stachovs'kyj
Serhij Eduardovyč Stachovs'kyj, accreditato come Sergiy Stakhovsky dalla ATP (in ucraino Сергій Едуардович Стаховський?; Kiev, 6 gennaio 1986), è un ex tennista ucraino.
Professionista dal 2003 al 2022, la sua miglior posizione nel ranking ATP di singolare è la 31ª, raggiunta nel settembre 2010, e la 33ª in doppio nel giugno 2011. Vanta quattro titoli nel circuito maggiore in singolare e quattro in doppio.
Ha vinto il suo primo titolo ATP allo Zagreb Indoors il 1º marzo 2008, come lucky loser e 209º del ranking, sconfiggendo la testa di serie numero 1 Ivan Ljubičić in finale, diventando il primo lucky loser a vincere un titolo dopo Christian Miniussi nel 1991. Il 26 giugno 2013 ha ottenuto la vittoria più prestigiosa della carriera sconfiggendo in quattro set Roger Federer nel secondo turno a Wimbledon. Ha fatto il suo esordio nella squadra ucraina di Coppa Davis nel 2006.

## Caratteristiche tecniche
Destrorso, il suo rovescio a una mano era notevole sia lungolinea sia incrociato, ed era uno dei pochi giocatori del circuito a praticare con costanza il serve & volley.

## Carriera

### Juniores
Stachovs'kyj raggiunge nel 2003 il 28º posto in singolare e il 32º in doppio nelle classifiche mondiali juniores. Nel 2004 ottiene il suo miglior risultato di categoria arrivando in finale agli US Open, dove viene sconfitto da Andy Murray dopo aver eliminato Donald Young al primo turno. Nel 2002 sconfigge Novak Đoković nei quarti di finale in Lussemburgo prima di perdere contro Dudi Sela in finale.

### 2002-2004
Nel 2002 disputa i suoi primi tornei tra i professionisti, comincia a giocare maggiore continuità nel 2003 e ad aprile disputa e perde la sua prima finale al torneo di doppio dell'ITF Uzbekistan F2. In agosto alza il suo primo trofeo tra i professionisti vincendo il doppio al Samarkand Challenger in coppia con Victor Bruthans, il mese successivo perde la finale in doppio al Challenger di Donec'k e a fine torneo entra nella top 300 del ranking. Nell'ottobre 2014 gioca il suo primo incontro di singolare in un torneo ATP alla Kremlin Cup di Mosca, dopo aver battuto Alejandro Falla nelle qualificazioni, e viene eliminato da Nikolaj Davydenko al primo turno. In seguito raggiunge i quarti di finale in singolare in un paio di tornei Challenger per finire l'anno alla 335ª posizione.

### 2005
Inizia il 2005 superando le qualificazioni al torneo ATP di Doha a gennaio e perde al primo turno da Hyung-Taik Lee. A febbraio supera le qualificazioni anche a Milano e al primo turno vince il suo primo incontro ATP eliminando il nº 100 del ranking Christophe Rochus, al secondo ha la meglio sul nº 29 Mario Ančić e cede nei quarti di finale a Robin Söderling, che vincerà il torneo. Nel prosieguo della stagione ottiene discreti risultati nei Challenger e a ottobre si qualifica al tabellone principale dell'ATP di San Pietroburgo, raggiungendo il secondo turno. Finisce l'anno alla 184ª posizione del ranking in singolare e alla 179ª in doppio, dopo che in stagione aveva vinto i tornei di doppio nei Challenger di Sarajevo, Pozoblanco e Praga.

### 2006
Inizia il 2006 perdendo al primo turno delle qualificazioni in tre tornei ATP consecutivi. In marzo esordisce nella squadra ucraina di Coppa Davis in occasione della sfida con il Belgio, e perde entrambi i singolari e in doppio. A maggio scende alla 260ª posizione ATP, si riprende con alcuni buoni risultati nel circuito Challenger tra cui le semifinali in luglio a Cordova e a Istanbul, e risale in 181ª posizione.
A ottobre si qualifica per il tabellone principale in due tornei ATP nell'arco di due settimane, perde al primo turno contro Richard Gasquet a Metz e batte il numero 21 ATP Dmitrij Tursunov al primo turno del torneo di Mosca, prima di essere sconfitto dal numero 54 Arnaud Clément. Questi buoni risultati lo portano alla 158ª posizione della classifica, nelle settimane successive non ottiene risultati di rilievo e chiude la stagione alla 189ª. A novembre vince il primo titolo Challenger dopo un anno al torneo di doppio di Dnipropetrovsk e risale diverse posizioni in classifica, chiudendo a ridosso della top 300.

### 2007
All'inizio del 2007 si qualifica al tabellone principale di due tornei ATP e in entrambi viene eliminato al primo turno. Ha più successo in doppio, vincendo i tornei Challenger di Fès in marzo e di Recanati in luglio, con i quali porta il miglior ranking al 128º posto. Gli scarsi risultati ottenuti in singolare lo trascinano alla 294ª posizione e grazie alla finale raggiunta al Challenger di Kuala Lumpur in novembre, ultimo torneo della sua stagione, risale alla 199ª.

### 2008: primo titolo ATP e top 100 in singolare e in doppio
Eliminato nelle qualificazioni nei primi tornei Challenger e ATP del 2008, a fine gennaio accede ai quarti al Challenger di Breslavia e viene sconfitto da Simone Bolelli. Viene sconfitto da Blaž Kavčič nel tabellone di qualificazione del torneo ATP di Zagabria, ma grazie al ritiro di Michaël Llodra gli è permesso di accedere al tabellone principale come lucky loser. Sconfigge nell'ordine il numero 2 del tabellone Ivo Karlović, Viktor Troicki, Janko Tipsarević nei quarti, Simone Bolelli nelle semifinali e il 2 marzo ha la meglio in finale sul nº 22 del mondo Ivan Ljubičić con il punteggio di 7-5, 6-4. Compie un balzo di 86 posizioni in classifica e sale alla 123ª. Dopo nove eliminazioni nelle qualificazioni dei tornei dello Slam, a giugno le supera per la prima volta a Wimbledon ed è costretto al ritiro durante il match di primo turno. In estate raggiunge due finali Challenger nel giro di due settimane, perde la prima a Penza e a Segovia conquista il primo titolo di categoria in singolare battendo in due set Thiago Alves. La settimana successiva fa il suo ingresso nella top 100, al 91º posto, e altri buoni risultati nei Challenger lo portano in novembre al 74º. A ottobre si aggiudica il primo titolo ATP in doppio alla Kremiln Cup in coppia con Potito Starace, battendo in tre set in finale Stephen Huss / Ross Hutchins. Chiude la stagione nella top 100 sia in singolare che in doppio.

### 2009: vittoria a San Pietroburgo

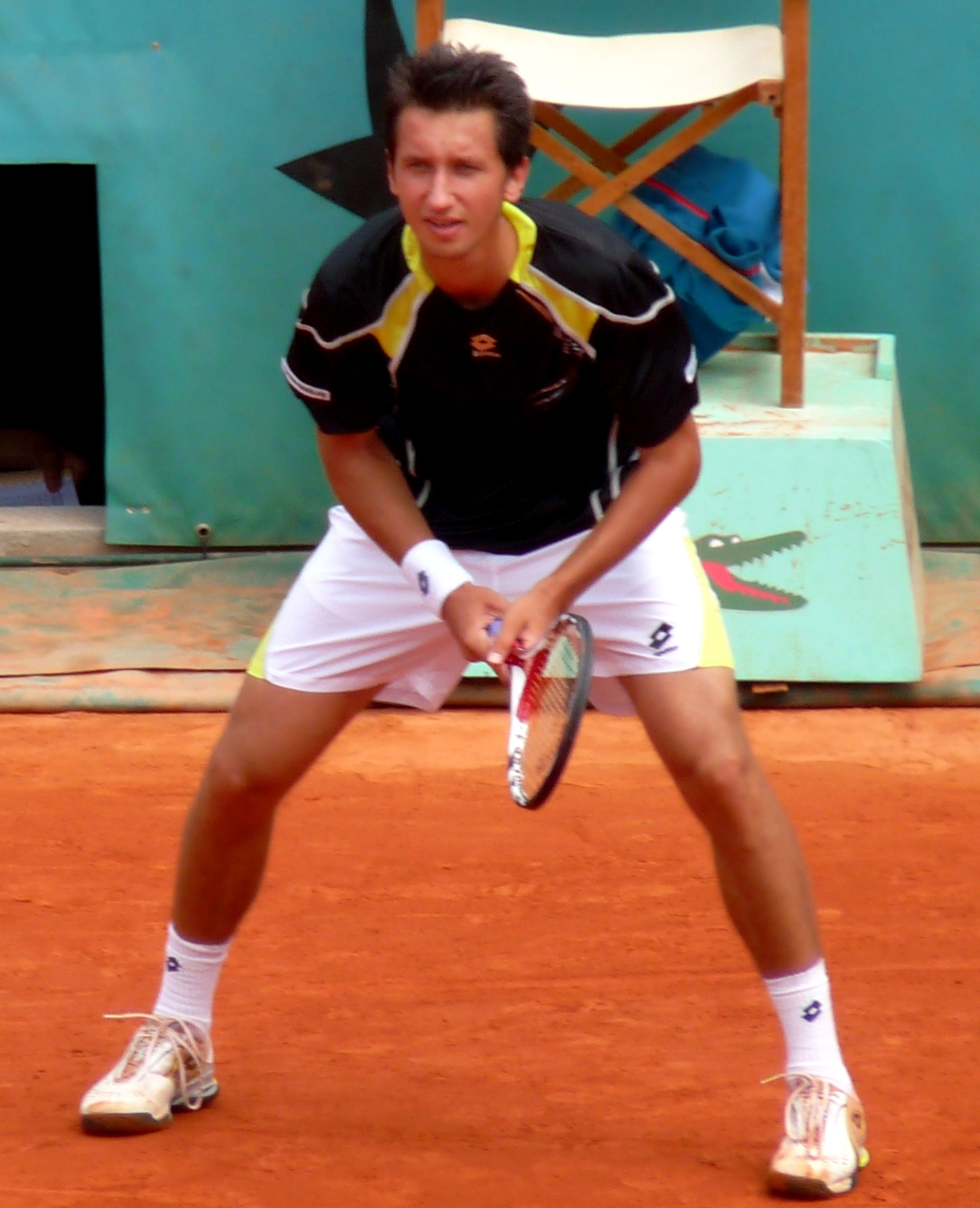
Serhij Stachovs'kyj all'Open di Francia 2009

Inizia la stagione a Doha e viene eliminato nei quarti di finale da Andy Murray, testa di serie numero 3. A Zagabria è detentore del titolo e arriva nuovamente ai quarti di finale, dove questa volta perde contro Viktor Troicki. Contro Andy Murray deve giocare anche al primo turno del Dubai Tennis Championships, ed è costretto al ritiro dopo essere stato un set avanti e con un break di vantaggio nel secondo set per una distorsione alla caviglia. Vince i primi incontri in una prova dello Slam al Roland Garros sia in singolare che in doppio. Si qualifica dopo essere stato in svantaggio 1-4 al terzo set contro Rik De Voest, vince in quattro set il primo incontro nel tabellone principale contro Brian Dabul e al secondo turno si arrende in tre set a Novak Đoković, in un match svoltosi in due giorni a causa della pioggia. Passa il primo turno nel torneo di doppio con James Cerretani e al secondo vengono sconfitti dai futuri campioni Lukáš Dlouhý e Leander Paes
Verso fine ottobre viene eliminato nei quarti di finale della Kremlin Cup da Michail Južnyj. La settimana seguente vince il suo secondo titolo ATP a San Pietroburgo; dopo aver eliminato in tre set in semifinale l'ex numero 1 mondiale Marat Safin (che stava giocando il suo ultimo St. Petersburg Open), sconfigge in finale Horacio Zeballos con il punteggio di 2-6, 7-6, 7-6. A fine torneo ritocca il best ranking portandolo alla 54ª posizione. In doppio non ripete la buona stagione precedente, i migliori risultati del 2009 sono le finali raggiunte nei Challenger di Alphen aan den Rijn e Mons e a novembre scende alla 182ª posizione del ranking.

### 2010: due titoli ATP in singolare, uno in doppio
Inizia la stagione a Doha battendo il numero diciannove del mondo Michail Južnyj e viene eliminato al secondo turno da Łukasz Kubot. Agli Australian Open viene battuto in tre set da Jo-Wilfried Tsonga al primo turno. Vince una sola partita tra Rotterdam, Marsiglia e Dubai, battendo Simone Bolelli. In Coppa Davis conquista due punti contro la Lettonia vince i suoi due singolari contro Deniss Pavlovs e Andis Juška, perdendo il doppio in coppia con Serhij Bubka. Ad Indian Wells raggiunge il secondo turno dove viene eliminato in tre set da Tommy Robredo. A Miami batte Jan Hájek e Julien Benneteau, per poi arrendersi a Andy Roddick.
La stagione sulla terra non parte bene, fallisce infatti le qualificazioni per il Monte Carlo Masters. A Barcellona si ritira al secondo turno, e a Roma cede al primo turno di qualificazione. Nel secondo turno del gruppo I di Coppa Davis, batte Adrian Ungur conquistando il punto del pareggio, ma perde il doppio e il secondo singolare contro Victor Hănescu. A Nizza raggiunge i quarti di finale dove viene sconfitto da Fernando Verdasco. Al Roland Garros viene estromesso al primo turno da Leonardo Mayer.
Sull'erba di Halle viene eliminato al primo turno in singolare, ma conquista in coppia con Michail Južnyj il trofeo di doppio, suo secondo titolo in carriera nella specialità. La settimana seguente vince il suo terzo titolo in carriera a 's-Hertogenbosch, battendo in finale Janko Tipsarević per 6-3, 6-0. A Wimbledon è costretto al ritiro durante il primo turno. Partecipa poi a tre tornei su terra a Stoccarda, Amburgo e Umago, venendo sempre sconfitto al primo turno.
In preparazione agli US Open, partecipa al Master di Toronto dove batte al primo turno Richard Gasquet ma viene poi estromesso da Tomáš Berdych. A Cincinnati è ancora Roddick a batterlo. Partecipa quindi al Pilot Pen Tennis di New Haven dove batte in sequenza Peter Luczak, Tommy Robredo, Marcos Baghdatis e Thiemo de Bakker, raggiungendo così la sua quarta finale. Il 28 agosto batte Denis Istomin per 3-6, 6-3, 6-4, conquistando il suo secondo titolo stagionale. Allo US Open 2010 raggiunge il terzo turno, dove è costretto al ritiro sotto 3-6, 0-4 contro Feliciano López. Torna in campo a Kuale Lumpur dove viene sconfitto dal qualificato Milos Raonic, al secondo turno. A Shanghai è ancora un qualificato ad eliminarlo, Miša Zverev al primo turno. Nella Kremlin Cup perde il derby con Aleksandr Dolhopolov al secondo turno. Chiude la stagione con tre sconfitte al primo turno a San Pietroburgo, Valencia e Parigi.

### 2011: titolo a Dubai in doppio
Nel 2011 Stakhovsky conquista il doppio all'ATP 500 di Dubai con Michail Južnyj battendo Feliciano López e Jérémy Chardy 4-6, 6-3, [10-3].

### 2012: fuori dai top 100
Nel 2012 Stakhovsky non raggiunge finali ATP e a fine anno è numero 103 del ranking. Nella stagione 2012 disputa però le sue prime Olimpiadi, perdendo al primo turno da Lleyton Hewitt.

### 2013: Vittoria contro Federer a Wimbledon
Nel 2013 rientra in top 100 e fa parlare di sé nel corso del torneo di Wimbledon: batte infatti al secondo turno, con il punteggio di 6(5)–7, 7–6(5), 7-5, 7–6(5), il campione uscente Roger Federer. Questo risultato è stato ottenuto grazie a un Federer non troppo in forma ma soprattutto per merito di un tennis giocato ad alti livelli. Ciò che ha messo in difficoltà lo svizzero è stato l'utilizzo del serve&volley, presente in tutti i turni di servizio dell'ucraino, unito ad un potente servizio difficile da rispondere.

### 2014–2015: terzi turni Slam
Nel 2014 conferma il terzo turno a Wimbledon battendo Carlos Berlocq e il numero 10 ATP Ernests Gulbis, per poi perdere da Jeremy Chardy. Nel 2015 agli US Open elimina John Millman e il connazionale Illja Marčenko ma viene sconfitto da Jo-Wilfried Tsonga.

### 2016–2018: uscita dai top 100, vittorie Challenger
Nel 2016 esce dai primi 100 giocatori del ranking ed inizia a dedicarsi maggiormente ai tornei del circuito Challenger. Vince un torneo Challenger all'anno nel triennio 2016-17-18 e in tutti e tre gli anni raggiunge per due volte il secondo turno nelle prove del Grande Slam. Al primo turno del torneo di Wimbledon 2018 vince il suo ultimo incontro nel tabellone principale di uno Slam superando in cinque set João Sousa e perde contro Sam Querrey al secondo turno.

### 2019: vittoria in doppio a Newport
A luglio vince il torneo di doppio dell'Hall of Fame Open 2019 di Newport, su erba: Stakhovsky e Marcel Granollers sconfiggono Marcelo Arévalo e Miguel Ángel Reyes Varela 6-7, 6-4, [13-11]. Disputa inoltre la finale di doppio al Seoul Open Challenger.
In singolare perde la finale del Challenger di Taipei; negli Slam supera le qualificazioni solo al Roland Garros e viene sconfitto al primo turno da Gilles Simon in quello che sarà il suo ultimo incontro nello Slam parigino.

### 2020: uscita dalla top 200
Nel 2020, stagione che vede uno stop da marzo ad agosto per la pandemia di COVID-19, Stakhovsky gioca pochi match e non raggiunge finali né in singolare né in doppio. In singolare entra nel tabellone principale di un solo torneo ATP a Montpellier e viene eliminato al primo turno, mentre nei Challenger non supera mai i quarti di finale. A fine anno è numero 202 del mondo. In doppio si spinge fino alla semifinale all'Istanbul Challenger.

### 2021: tre titoli Challenger in doppio
Nel 2021 gioca spesso in doppio, vincendo due Challenger in Repubblica Ceca con l'australiano Marc Polmans e uno a Bratislava con Filip Horanský. Raggiunge altre cinque finali, quattro con Denys Molčanov e una con Peter Polansky. In singolare supera per l'ultima volta le qualificazioni in una prova del Grande Slam agli Australian Open e perde al primo turno contro Dusan Lajovic in cinque set (7-5, 4-6, 3-6, 7-5, 4-6). Si ferma al secondo turno delle qualificazioni sia al Roland Garros che a Wimbledon e al primo turno delle qualificazioni agli US Open. A inizio febbraio vince l'unico incontro della stagione – e l'ultimo in carriera – nel circuito ATP al primo turno del Great Ocean Road Open di Melbourne contro Roman Safiullin. Questo risultato lo fa rientrare nella top 200 nel ranking, da cui esce definitivamente il 12 aprile. In novembre vince l'ultimo incontro in carriera in singolare battendo Norbert Gombos nei quarti di finale del Challenger di Pau e viene sconfitto in semifinale da Radu Albot. Quello stesso mese disputa i suoi ultimi incontri in Coppa Davis in occasione della sfida persa 3-1 contro la Norvegia, conquista la sua ultima vittoria da professionista nel match di doppio in coppia con Molchanov e sfiora la vittoria contro il nº 8 del mondo Casper Ruud, che si impone per 7-4 nel tie-break del set decisivo. Chiude l'esperienza in Davis con un bilancio di 48 vittorie e 31 sconfitte, delle quali 32 vittorie e 19 sconfitte in singolare.

### 2022: ultimi impegni e ritiro
A inizio 2022 esce al primo turno nel torneo di doppio del Melbourne Summer Set. Disputa il suo ultimo incontro in carriera al primo turno delle qualificazioni degli Australian Open, e dopo la sconfitta subita contro Jeffrey John Wolf annuncia il ritiro dall'agonismo.

## Arruolamento nell'esercito
In seguito all'invasione russa dell'Ucraina, si è arruolato tra i riservisti dell'esercito ucraino ed è stato schierato nelle operazioni militari a difesa di Kiev.

## Statistiche
Aggiornate a fine carriera.

### Singolare

#### Vittorie (4)
| Legenda                   |
| Grande Slam (0)           |
| ATP World Tour Finals (0) |
| ATP Masters 1000 (0)      |
| ATP World Tour 500 (0)    |
| ATP World Tour 250 (4)    |

| N. | Data             | Torneo                               | Superficie  | Avversario in finale | Punteggio           |
| 1. | 2 marzo 2008     | PBZ Zagreb Indoors, Zagabria         | Cemento (i) | Ivan Ljubičić        | 7-5, 6-4            |
| 2. | 1º novembre 2009 | St. Petersburg Open, San Pietroburgo | Cemento (i) | Horacio Zeballos     | 2-6, 7-6(8), 7–6(7) |
| 3. | 19 giugno 2010   | Ordina Open, 's-Hertogenbosch        | Erba        | Janko Tipsarević     | 6-3, 6-0            |
| 4. | 28 agosto 2010   | Pilot Pen Tennis, New Haven          | Cemento     | Denis Istomin        | 3-6, 6-3, 6-4       |

### Doppio

#### Vittorie (4)
| Legenda                   |
| Grande Slam (0)           |
| ATP World Tour Finals (0) |
| ATP Masters 1000 (0)      |
| ATP World Tour 500 (1)    |
| ATP World Tour 250 (3)    |

| N. | Data             | Torneo                            | Superficie  | Compagno          | Avversario in finale                      | Punteggio             |
| 1. | 6 ottobre 2008   | Kremlin Cup, Mosca                | Cemento (i) | Potito Starace    | Stephen Huss Ross Hutchins                | 7-6(4), 2-6, [10-6]   |
| 2. | 13 giugno 2010   | Halle Open, Halle                 | Erba        | Michail Južnyj    | Martin Damm Filip Polášek                 | 4-6, 7-5, [10-7]      |
| 3. | 26 febbraio 2011 | Dubai Tennis Championships, Dubai | Cemento     | Michail Južnyj    | Jérémy Chardy Feliciano López             | 4-6, 6-3, [10-3]      |
| 4. | 21 luglio 2019   | Hall of Fame Open, Newport        | Erba        | Marcel Granollers | Marcelo Arévalo Miguel Ángel Reyes Varela | 6(10)-7, 6-4, [13-11] |

### Tornei minori

#### Singolare

##### Vittorie (7)
| Legenda tornei minori |
| Challenger (7)        |
| Futures (0)           |

| N. | Data              | Torneo                                                  | Superficie  | Avversario in finale | Punteggio           |
| 1. | 10 agosto 2008    | Open Castilla y León, Segovia                           | Cemento     | Thiago Alves         | 7-5, 7-6(4)         |
| 2. | 18 agosto 2013    | Kazan Summer Cup, Kazan'                                | Cemento (i) | Valerij Rudnev       | 6-2, 6-3            |
| 3. | 21 luglio 2014    | Levene Gouldin & Thompson Tennis Challenger, Binghamton | Cemento     | Wayne Odesnik        | 6-4, 7-6(9)         |
| 4. | 28 settembre 2014 | Open d'Orleans, Orléans                                 | Cemento (i) | Thomaz Bellucci      | 6–2, 7–5            |
| 5. | 15 maggio 2016    | Seoul Open Challenger, Seul                             | Cemento     | Lu Yen-hsun          | 4–6, 6–3, 7–6(7)    |
| 6. | 12 agosto 2017    | Tilia Slovenia Open, Portorose                          | Cemento     | Matteo Berrettini    | 6(4)–7, 7–6(6), 6–3 |
| 7. | 24 giugno 2018    | Ilkley Trophy, Ilkley                                   | Erba        | Oscar Otte           | 6–4, 6–4            |

#### Sconfitte (9)
| Legenda tornei minori |
| Challenger (8)        |
| Futures (1)           |

| N. | Data              | Torneo                                | Superficie  | Avversario in finale | Punteggio        |
| 1. | 27 giugno 2004    | Dnipropetrovs'k                       | Terra rossa | Viktor Bruthans      | 4-6, 1-6         |
| 2. | 25 novembre 2007  | Kuala Lumpur Challenger, Kuala Lumpur | Cemento     | Rainer Schüttler     | 6(2)-7, 2-6      |
| 3. | 27 luglio 2008    | Penza Cup, Penza                      | Cemento     | Benedikt Dorsch      | 6-1, 4-6, 6(6)-7 |
| 4. | 11 ottobre 2009   | Mons Challenger, Mons                 | Cemento (i) | Janko Tipsarević     | 6(4)-7, 3-6      |
| 5. | 10 giugno 2012    | Franken Challenge, Fürth              | Terra rossa | Blaž Kavčič          | 3-6, 6-2, 2-6    |
| 6. | 31 marzo 2013     | Orange Open Guadeloupe, Le Gosier     | Cemento     | Benoît Paire         | 4-6, 7-5, 4-6    |
| 7. | 12 ottobre 2014   | Tashkent Challenger, Tashkent         | Cemento     | Lukáš Lacko          | 2–6, 3–6         |
| 8. | 20 settembre 2015 | Istanbul Challenger, Istanbul         | Cemento     | Karen Chačanov       | 6–4, 4–6, 3–6    |
| 9. | 14 aprile 2019    | Santaizi ATP Challenger, Taipei       | Cemento (i) | Dennis Novak         | 2–6, 4–6         |

#### Doppio

##### Vittorie (19)
| Legenda tornei minori |
| Challenger (19)       |
| Futures (0)           |

| N.  | Data           | Torneo                                    | Superficie    | Compagno                 | Avversari in finale                        | Punteggio            |
| 1.  | Agosto 2003    | Samarkand Challenger, Samarcanda          | Terra rossa   | Viktor Bruthans          | Pavel Ivanov Darko Mađarovski              | 6–2, 6–4             |
| 2.  | Marzo 2005     | Sarajevo Indoors, Sarajevo                | Cemento (i)   | Michal Mertiňák          | Lukáš Dlouhý Jan Vacek                     | 6(8)–7, 6–2, 6–2     |
| 3.  | Luglio 2005    | Open Diputación, Cordova                  | Cemento       | Vladimir Voltchkov       | Nicolas Mahut Gilles Müller                | 7–5, 5–7, 6–1        |
| 4.  | Novembre 2005  | Czech Indoor Open, Praga                  | Sintetico (i) | Filip Polášek            | James Auckland Jasper Smit                 | 6–3, 3–6, 7–6(5)     |
| 5.  | Novembre 2006  | Dnipropetrovsk Challenger, Dnepropetrovsk | Cemento (i)   | Orest Tereshchuk         | Marco Chiudinelli Lovro Zovko              | 6–4, 6–0             |
| 6.  | Marzo 2007     | Morocco Tennis Tour Fes, Fès              | Terra rossa   | Orest Tereshchuk         | Rabie Chaki Mounir El Aarej                | 6–3, 6–3             |
| 7.  | Luglio 2007    | Guzzini Challenger, Recanati              | Cemento       | Fabio Colangelo          | Yu Xinyuan Zeng Shaoxuan                   | 1–6, 7–6(3), [10–7]  |
| 8.  | Maggio 2008    | Prosperita Open, Ostrava                  | Terra rossa   | Tomáš Zíb                | Jan Hernych Igor Zelenay                   | 7–6(6), 3–6, [14–12] |
| 9.  | Settembre 2008 | Open d'Orléans, Orléans                   | Cemento (i)   | Lovro Zovko              | Jean-Claude Scherrer Igor Zelenay          | 7–6(7), 6–4          |
| 10. | Settembre 2013 | Open d'Orléans, Orléans                   | Cemento (i)   | Illja Marčenko           | Ričardas Berankis Franko Škugor            | 7–5, 6–3             |
| 11. | Maggio 2014    | BNP Paribas Primrose Bordeaux, Bordeaux   | Terra rossa   | Marc Gicquel             | Ryan Harrison Alex Kuznetsov               | walkover             |
| 12. | Marzo 2015     | Irving Tennis Classic, Irving             | Cemento       | Robert Lindstedt         | Benjamin Becker Philipp Petzschner         | 6–4, 6–4             |
| 13. | Ottobre 2016   | Ningbo Challenger, Ningbo                 | Cemento       | Jonathan Eysseric        | Stefan Kozlov Akira Santillan              | 6–4, 7–6(4)          |
| 14. | Maggio 2017    | Karshi Challenger, Karshi                 | Cemento       | Denys Molčanov           | Kevin Krawietz Adrián Menéndez Maceiras    | 6–4, 7–6(7)          |
| 15. | Agosto 2017    | Open Castilla y León, Segovia             | Cemento       | Adrián Menéndez Maceiras | Roberto Ortega Olmedo David Vega Hernández | 4–6, 6–3, [10–7]     |
| 16. | Settembre 2018 | Cassis Open Provence, Cassis              | Cemento       | Matt Reid                | Marc-Andrea Hüsler Gonçalo Oliveira        | 6–2, 6–3             |
| 17. | Maggio 2021    | Ostrava Open Challenger, Ostrava          | Terra rossa   | Marc Polmans             | Andrew Paulson Patrik Rikl                 | 7–6(4), 3–6, [10–7]  |
| 18. | Maggio 2021    | I. ČLTK Prague Open, Praga                | Terra rossa   | Marc Polmans             | Ivan Sabanov Matej Sabanov                 | 6–3, 6–4             |
| 19. | Novembre 2021  | Slovak Open, Bratislava                   | Cemento (i)   | Filip Horanský           | Denys Molčanov Oleksandr Nedovjesov        | 6–4, 6–4             |

## Risultati in progressione
| Sigla | Risultato               |
| ----- | ----------------------- |
| V     | Vincitore               |
| F     | Finalista               |
| SF    | Semifinalista           |
| O     | Oro olimpico            |
| A     | Argento olimpico        |
| SF    | Bronzo olimpico         |
| QF    | Quarti di Finale        |
| 4T    | Quarto turno            |
| 3T    | Terzo turno             |
| 2T    | Secondo turno           |
| 1T    | Primo turno             |
| RR    | Round Robin             |
| LQ    | Turno di qualificazione |
| A     | Assente                 |
| ND    | Non disputato           |

| Legenda superfici    |
| -------------------- |
| Cemento              |
| Terra battuta        |
| Erba                 |
| Superficie variabile |

### Singolare
| Tornei Grande Slam         |     |     |               |               |               |     |               |               |               |     |               |               |               |               |     |     |       |
| Australian Open, Melbourne | Q2  | Q1  | 1T            | 1T            | 3T            | 2T  | 1T            | 1T            | 2T            | 1T  | A             | Q1            | Q2            | Q2            | 1T  | Q1  | 4–9   |
| Roland Garros, Parigi      | Q3  | Q2  | 2T            | 1T            | 3T            | 2T  | 1T            | 1T            | 2T            | Q2  | 2T            | 2T            | 1T            | Q1            | Q2  | A   | 7-10  |
| Wimbledon, Londra          | Q1  | 1T  | Q1            | 1T            | 2T            | 1T  | 3T            | 3T            | 1T            | 2T  | 2T            | 2T            | Q2            | N.D.          | Q2  | A   | 8-10  |
| US Open, New York          | Q1  | Q2  | 1T            | 3T            | 1T            | 1T  | 1T            | 1T            | 3T            | 2T  | Q3            | Q1            | Q1            | A             | Q1  | A   | 5-8   |
| Vittorie-Sconfitte         | 0–0 | 0–1 | 1–3           | 2–4           | 5-4           | 2-4 | 2-4           | 2-4           | 4-4           | 2-3 | 2-2           | 2-2           | 0–1           | 0–0           | 0–1 | 0–0 | 24-37 |
| Giochi Olimpici            |     |     |               |               |               |     |               |               |               |     |               |               |               |               |     |     |       |
| Giochi Olimpici            | ND  | A   | Non disputati | Non disputati | Non disputati | 1T  | Non disputati | Non disputati | Non disputati | A   | Non disputati | Non disputati | Non disputati | Non disputati | A   | ND  | 0-1   |
| Vittorie-Sconfitte         | ND  | 0-0 | Non disputati | Non disputati | Non disputati | 0-1 | Non disputati | Non disputati | Non disputati | 0-0 | Non disputati | Non disputati | Non disputati | Non disputati | 0-0 | ND  | 0-1   |
| Statistiche Carriera       |     |     |               |               |               |     |               |               |               |     |               |               |               |               |     |     |       |
| Finali ATP World Tour      | 0   | 1   | 1             | 2             | 0             | 0   | 0             | 0             | 0             | 0   | 0             | 0             | 0             | 0             | 0   | 0   | 4     |
| Tornei vinti               | 0   | 1   | 1             | 2             | 0             | 0   | 0             | 0             | 0             | 0   | 0             | 0             | 0             | 0             | 0   | 0   | 4     |
| Ranking di fine anno       | 181 | 95  | 175           | 46            | 62            | 103 | 98            | 58            | 62            | 109 | 122           | 134           | 150           | 202           | 220 | –   | N/A   |

### Doppio
| Tornei Grande Slam         |     |               |               |               |     |               |               |               |     |       |
| Australian Open, Melbourne | A   | 1T            | 1T            | 2T            | 1T  | 3T            | A             | 1T            | 1T  | 3–7   |
| Roland Garros, Parigi      | A   | 2T            | 2T            | 2T            | 1T  | 1T            | A             | 1T            | A   | 3-6   |
| Wimbledon, Londra          | Q1  | Q1            | 3T            | 2T            | 1T  | A             | 1T            | 1T            | 1T  | 3-6   |
| US Open, New York          | A   | 1T            | 3T            | 3T            | 2T  | 3T            | A             | 2T            | 1T  | 8-7   |
| Vittorie-Sconfitte         | 0–0 | 1–3           | 5–4           | 5-4           | 1-4 | 4-3           | 0-1           | 1-4           | 0-3 | 17-26 |
| Giochi Olimpici            |     |               |               |               |     |               |               |               |     |       |
| Giochi Olimpici            | A   | Non disputati | Non disputati | Non disputati | A   | Non disputati | Non disputati | Non disputati | A   | 0-0   |
| Vittorie-Sconfitte         | 0-0 | Non disputati | Non disputati | Non disputati | 0-0 | Non disputati | Non disputati | Non disputati | 0-0 | 0-0   |